# Гуго фон Монфорт
Гуго фон Монфорт (нем. Hugo von Montfort; 1357 — 4 апреля 1423, Брук-ан-дер-Мур) — австрийский миннезингер эпохи позднего Средневековья.
Гуго VII был графом Монфорт-Брегенц и Пфаннберг и занимал высокие политические посты. Свою политическую карьеру он сделал на службе у Габсбургов в качестве главнокомандующего войск австрийского герцога в Италии.
Гуго писал песни, куртуазные стихотворные письма, а также политические и воспитательные речи в стихах. Сохранилось около 40 текстов Гуго фон Монтфорта. Поэт-дворянин считается одним из последних представителей миннезанга.
Благодаря своему поэтическому дару Гуго стал самым известным представителем своего рода. В 1373 г. он женился на наследнице графского титула Маргарите фон Пфаннберг, падчерице отца Гуго, и тем самым основал штирийскую ветвь Монфортов и значительно расширил владения рода.

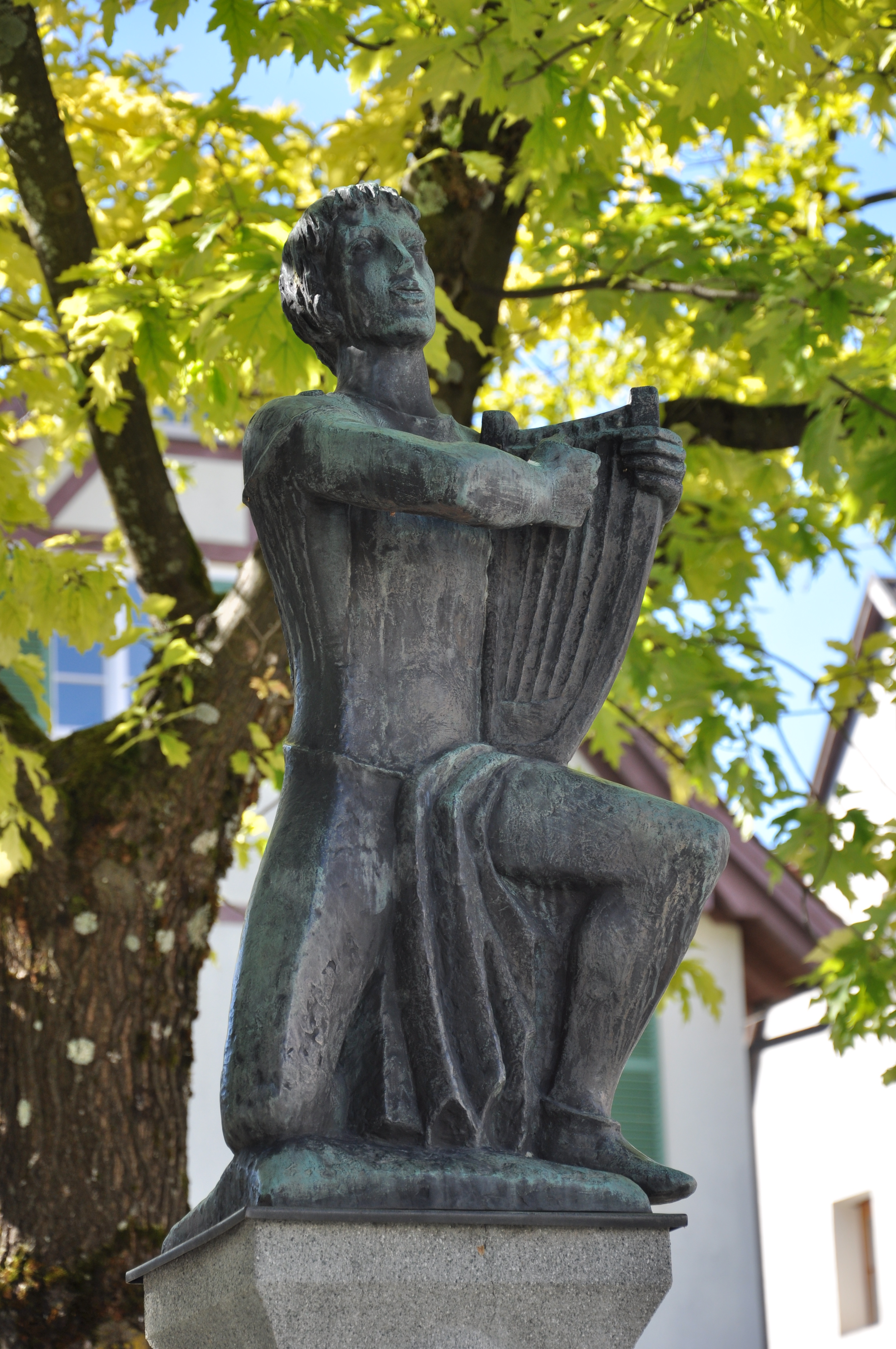
Памятник Гуго фон Монфорту в Брегенце